# Almerimar
Almerimar ist eine Luxusurbanisation der Stadt El Ejido in der Provinz Almería im Süden Spaniens.
Almerimar expandierte um und nach der Jahrtausendwende entlang des Mittelmeeres bis nach Guardias Viejas. Es wurden Felsen abgetragen, um weitere Wohnanlagen zu schaffen. Almerimar verfügt über einen Sporthafen mit 1100 Liegeplätzen und einem angrenzenden Golfplatz.
Flankiert wird Almerimar von einem Naturschutzgebiet, in dem sich in Europa seltene Vögel wie Flamingos angesiedelt haben.
Es wurden diverse Filme und Serien in Almerimar gedreht, wie zum Beispiel Auf Achse mit Manfred Krug oder Conan der Barbar mit Arnold Schwarzenegger.